# Aptinus
Aptinus é um gênero de carabídeo da tribo Brachinini, com distribuição restrita à Europa.

## Subgenêros
- Aptinidius Jeannel, 1942
- Aptinus Bonelli, 1810